# تارزان (مجموعه تلویزیونی ۲۰۰۳)
تارزان (انگلیسی: Tarzan) یک مجموعهٔ تلویزیونی درام آمریکایی است که در سال ۲۰۰۳ میلادی تولید و از شبکه تلویزیونی «دابلیو. بی» پخش شد.
اگرچه تم اصلی داستان از رمان مشهور ادگار رایس باروز اقتباس شده است، اما وقایع این سریال در نیویورک اتفاق می‌افتد و در آن، تارزان را به دنیای مدرن امروزی آورده‌اند.
پس از پخش ۸ قسمت، تولید این سریال، متوقف شد.

## فهرست بازیگران

### بازیگران ثابت
- تراویس فیمل در نقش «تارزان»
- سارا وین کالیز در نقش «کارآگاه جین پورتر»
- میگوئل نونی‌یز در نقش «کارآگاه سَم سالیوان»
- لیتون میستر در نقش «نیکی پورتر» (خواهر جین پورتر)
- لوسی لاولس در نقش «کاتلین کلایتون» (عمهٔ تارزان)
- میچ پیلگی در نقش «ریچارد کلایتون» (عموی میلیاردر تارزان)

### بازیگران مهمان
- جو گریفاسی
- جانی مسنر
- فولویو چه‌چره
- تیم گینی
- دیوید وارشوفسکی